# M61 Vulcan
Die M61 GAU-4 20 mm Vulcan ist eine hydraulisch, elektrisch oder pneumatisch angetriebene, luftgekühlte, sechsläufige Gatling-Maschinenkanone mit elektrischer Zündung aus US-amerikanischer Produktion.

## Historie

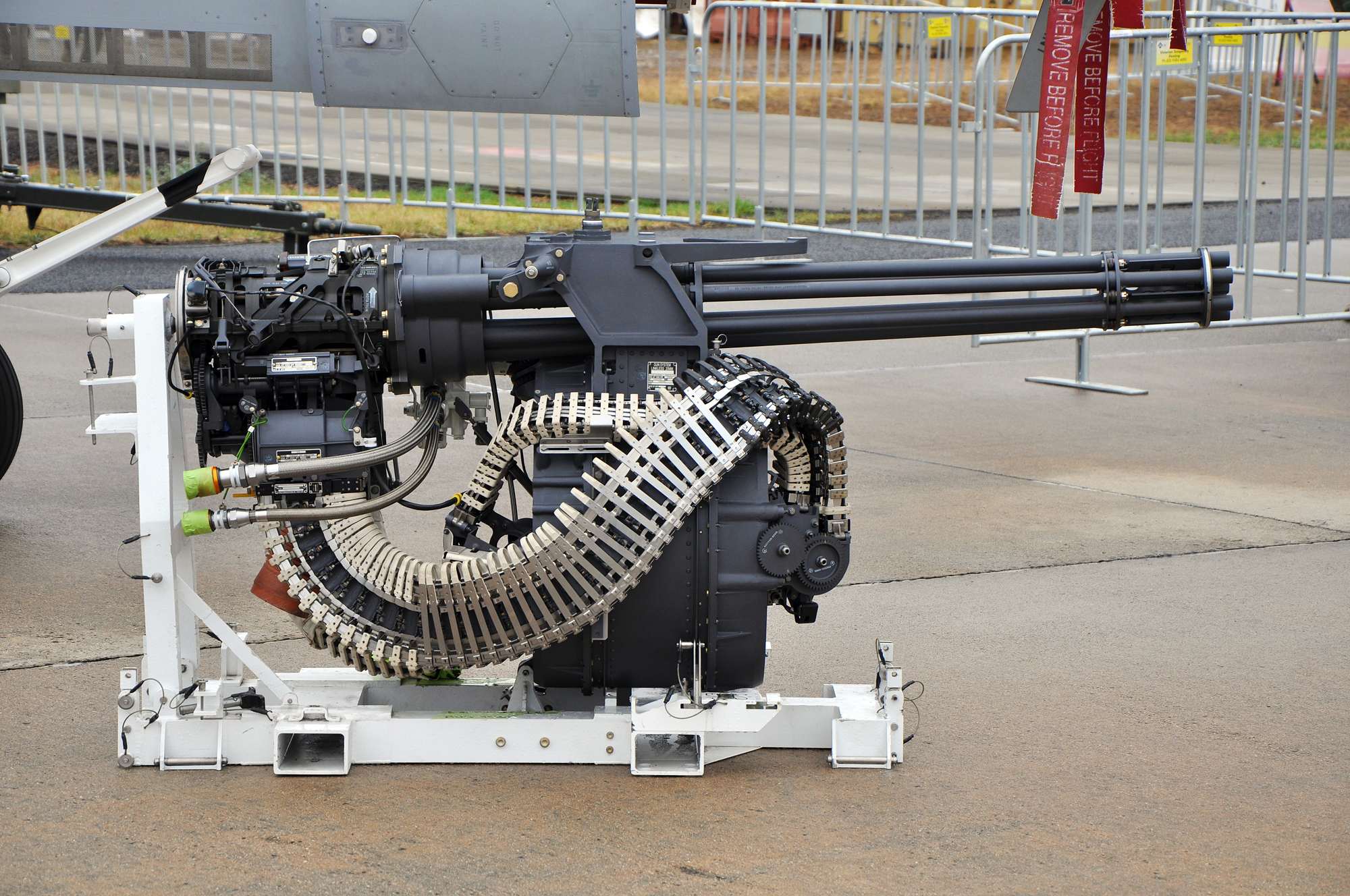
M61A1, Seitenansicht

Da nach dem Zweiten Weltkrieg durch die Einführung von Strahltriebwerken die Flugzeuge und damit der Luftkampf immer schneller wurden, verblieb den Piloten noch weniger Zeit als bisher zum Schießen, bevor sich das Ziel möglicherweise aus dem Wirkungsbereich der Bordkanonen herausbewegte. Einläufige Bordwaffen waren hinsichtlich der Feuergeschwindigkeit und Haltbarkeit weitgehend ausgereizt. Das zu der Zeit als antiquiert angesehene Gatling-System Anno 1861 ermöglichte es jedoch mit seiner mehrläufig-rotierenden Bauweise, in kurzer Zeit eine große Anzahl Projektile auf das Ziel abzufeuern.
Die US Army experimentierte daher ab 1946 im Rahmen des Projekts Vulcan mit Gatling-Geschützen verschiedenen Kalibers. Am vielversprechendsten war dabei das 20-mm-Modell, für das General Electric im Jahr 1956 den ersten Großserienauftrag erhielt. Das neue Flugzeuggeschütz wurde als M61 Vulcan standardisiert. Die Nachteile des Gatling-Konzepts – schwere Konstruktion und hohe erforderliche Antriebsleistung für die Waffe – stellten kein Problem dar, da moderne Kampfflugzeuge über die entsprechende Tragfähigkeit und die nötigen leistungsfähigen Bordsysteme verfügten.

## Verwendung

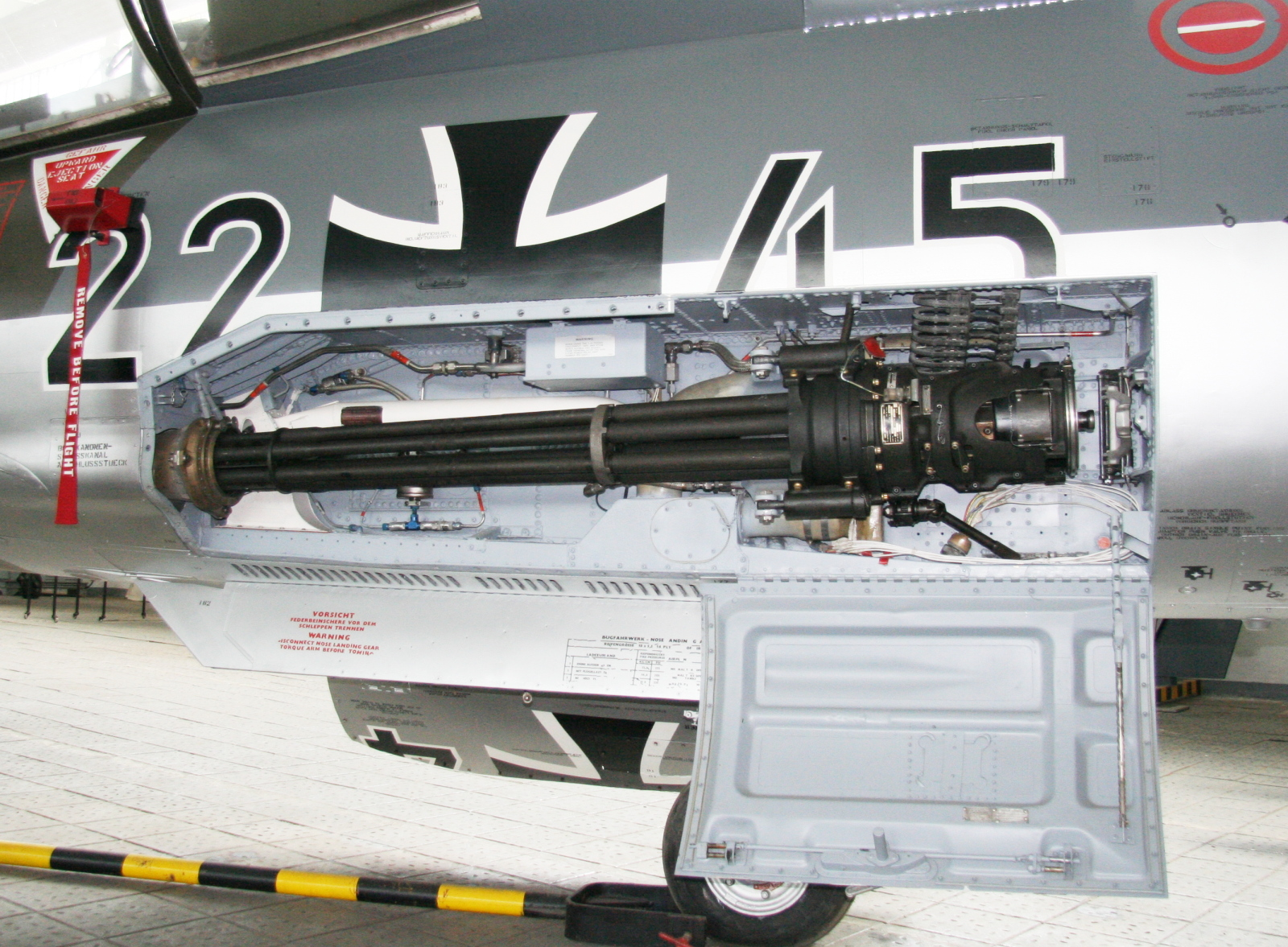
Geöffneter Waffenschacht an einer F-104 Starfighter mit einer M 61 A-1

Die Maschinenkanone wird als Bordwaffe in den meisten US-amerikanischen Kampfflugzeugen vor allem auf kurze Distanzen verwendet, bei denen wärmegelenkte Luft-Luft-Raketen nicht effektiv eingesetzt werden können. Obwohl sie primär ein Luft-Luft-Geschütz ist, kann sie durchaus auch gegen Bodenziele oder als Flugabwehrkanone (FlaK) eingesetzt werden, beispielsweise als Teil des Phalanx Mk-15 Nahbereichsverteidigungssystems (engl. kurz: CIWS) auf Schiffen gegen Luft- und Seeziele. Dieses System ist auf fast jedem Schiff der US Navy installiert und wurde in über 20 Länder exportiert. 
Die Kadenz ist einstellbar auf 4000 oder 6000 Schuss pro Minute. Bei der vollen Feuerrate von 6000 Schuss pro Minute werden etwa 25 kW benötigt, um die Kanone anzutreiben.

## Funktionsprinzip
Die sechs Läufe der M61 sind um einen rotierenden Schaft herum angeordnet. Jedes Rohr ist geladen und feuert, wenn es die oberste Position erreicht hat. Neben der hohen Feuerrate (Kadenz) von etwa 100 Schuss pro Sekunde ergeben sich geringerer Verschleiß und eine verminderte Erhitzung der Läufe. Die Waffe hat eine enorme Schussdichte, die jedoch erst mit einer Verzögerung von 0,3 Sekunden erreicht wird. Die Magazine der Vulcan-Kanonen können je nach Modell mit 940 (A-D-Modell) oder 500 Patronen (E-Modell) verschiedener Munitionsarten beladen werden, zum Beispiel Zielübungs-, panzerbrechender oder hochexplosiver Munition.

## Plattformen
- Lockheed F-104 „Starfighter“
- Republic F-105 „Thunderchief“
- Convair F-106 „Delta Dart“ (eingebaut im Raketenwaffenschacht)
- General Dynamics F-111 „Aardvark“ (eingebaut im Waffenschacht)
- McDonnell Douglas F-4 „Phantom II“ (ab Variante F-4E)
- Vought A-7 „Corsair II“ (ab Variante A-7B)
- Convair B-58 „Hustler“ (Heckgeschütz)
- Boeing B-52H „Stratofortress“ (Heckgeschütz)
- McDonnell Douglas F-15 „Eagle“
- Lockheed F-16 „Fighting Falcon“
- Grumman F-14 „Tomcat“
- McDonnell Douglas F/A-18 „Hornet“ & „Superhornet“
- Lockheed F/A-22 „Raptor“
- Alenia/Embraer „AMX“
- KAI T-50 „Golden Eagle“
- Lockheed AC-130 „Spectre“
- Mitsubishi F-1
- SUU-16/A, externer Waffenbehälter für Kampfflugzeuge
- M163 Vulcan, Flakpanzer
- Phalanx CIWS, Nahbereichsverteidigungssystem auf Kriegsschiffen

## Varianten
- M61: Basisvariante mit Patronengurt (nicht mehr in Produktion)
- M61A1: Verbesserte gurtfreie Version (112,5 kg schwer)
- M61A2: Leichtvariante (91,6 kg) mit dünneren Läufen, die in den 1990er Jahren für die F/A-18 Hornet entwickelt wurde
- M35: Dreiläufige Variante mit kürzeren Läufen und verringerter Kadenz

Eine abgeleitete Entwicklung sind die Minigun-Maschinengewehre, die mit ihrem kleineren Gewehrkaliber zur Bekämpfung ungepanzerter Bodenziele, insbesondere im Rahmen von Gunship-Einsätzen, genutzt werden. Eine Weiterentwicklung als GAU-7 ist 1974 gescheitert.